# Ibrahima Wade
Ibrahima Wade (ur. 6 września 1968) – senegalski lekkoatleta, sprinter, od 2000 reprezentujący Francję.

## Osiągnięcia
- 2 medale mistrzostw Afryki w konkurencjach indywidualnych (bieg na 400 m, złoto - Yaoundé 1996 i brąz - Dakar 1998)
- złoty medal Światowych Igrzysk Wojskowych (bieg na 400 m Zagrzeb 1999)
- 4. miejsce podczas igrzysk olimpijskich (sztafeta 4 x 400 m Sydney 2000)
- brązowy medal mistrzostw Europy (sztafeta 4 x 400 m Monachium 2002)

## Rekordy życiowe
- bieg na 300 m – 32,48 (1999)
- bieg na 400 m – 45,05 (1998)